# 시귄

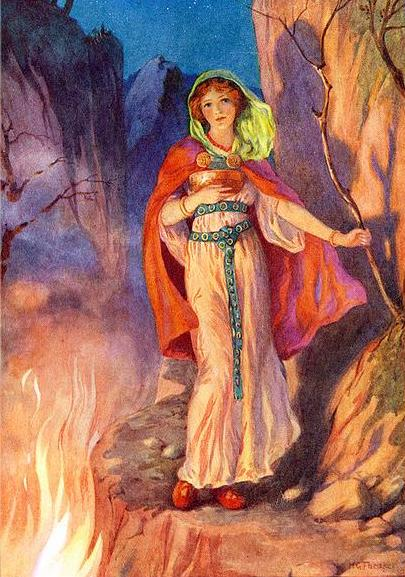

시귄(고대 노르드어: Sigyn)은 북유럽 신화의 신으로 로키의 아내이다. 발드르를 죽인 죄로 로키가
사각돌에 묶인데다 그 위에 스카디가 독사까지 올려놓자 그녀는 쟁반으로 그 독사의 독을 받아내 준다.